# Glenn Claes (voetballer)
Glenn Claes (Lier, 8 maart 1994) is een Belgisch voetballer die doorgaans speelt als middenvelder. In juli 2025 verruilde hij Lierse Sportkring voor Beerschot VA.

## Clubcarrière
Claes werd in 1994 geboren in Lier. Hij begon al op vroege leeftijd te voetballen bij Lyra TSV, totdat de plaatselijke profclub, Lierse SK hem daar wegplukte. Op 18 maart 2012 mocht de middenvelder zijn debuut maken voor de club, toen hij in de basisopstelling begon tegen RAEC Mons. In die wedstrijd (die eindigde in 1–1) werd hij na zevenenzeventig minuten gewisseld. Medio 2013 nam KV Mechelen de middenvelder over. In de seizoenen 2014/15 en 2015/16 kwam hij hier tot meer dan dertig competitiewedstrijden per jaargang.
Voorafgaand aan het seizoen 2018/19 werd Claes op huurbasis bij Lommel SK gestald. Na afloop van deze verhuurperiode trok Claes transfervrij naar Excelsior Virton, waar hij zijn handtekening zette onder een verbintenis voor de duur van twee seizoenen. Na een jaar vertrok de middenvelder weer bij Excelsior, om voor RWDM te tekenen. In de zomer van 2022 liep hij een hamstringblessure op, die hem voor de rest van het seizoen uit de roulatie zou houden.
In juli 2023 stapte Claes transfervrij over naar Lierse Sportkring. Na het aflopen van zijn verbintenis twee jaar later tekende de middenvelder voor één seizoen bij Beerschot VA, met een optie op een jaar extra.

## Clubstatistieken
| Seizoen | Club              | Competitie      | Competitie | Competitie | Beker | Beker | Internationaal | Internationaal | Totaal | Totaal |
| Seizoen | Club              | Competitie      | Wed.       | Dlp.       | Wed.  | Dlp.  | Wed.           | Dlp.           | Wed.   | Dlp.   |
| ------- | ----------------- | --------------- | ---------- | ---------- | ----- | ----- | -------------- | -------------- | ------ | ------ |
| 2011/12 | Lierse SK         | Eerste klasse A | 2          | 0          | 0     | 0     | —              | —              | 2      | 0      |
| 2012/13 | Lierse SK         | Eerste klasse A | 1          | 0          | 1     | 0     | —              | —              | 2      | 0      |
| 2013/14 | KV Mechelen       | Eerste klasse A | 6          | 0          | 0     | 0     | —              | —              | 6      | 0      |
| 2014/15 | KV Mechelen       | Eerste klasse A | 32         | 2          | 4     | 2     | —              | —              | 36     | 4      |
| 2015/16 | KV Mechelen       | Eerste klasse A | 33         | 2          | 2     | 0     | —              | —              | 35     | 2      |
| 2016/17 | KV Mechelen       | Eerste klasse A | 26         | 1          | 1     | 0     | —              | —              | 27     | 1      |
| 2017/18 | KV Mechelen       | Eerste klasse A | 12         | 0          | 1     | 0     | —              | —              | 13     | 0      |
| 2018/19 | → Lommel SK       | Eerste klasse B | 29         | 4          | 1     | 0     | —              | —              | 30     | 4      |
| 2019/20 | Excelsior Virton  | Eerste klasse B | 12         | 1          | 1     | 0     | —              | —              | 13     | 1      |
| 2020/21 | RWDM              | Eerste klasse B | 24         | 6          | 2     | 0     | —              | —              | 26     | 6      |
| 2021/22 | RWDM              | Eerste klasse B | 20         | 1          | 1     | 0     | —              | —              | 21     | 1      |
| 2022/23 | RWDM              | Eerste klasse B | 0          | 0          | 0     | 0     | —              | —              | 0      | 0      |
| 2023/24 | Lierse Sportkring | Eerste klasse B | 8          | 1          | 0     | 0     | —              | —              | 8      | 1      |
| 2024/25 | Lierse Sportkring | Eerste klasse B | 27         | 6          | 1     | 1     | —              | —              | 28     | 7      |
| 2025/26 | Beerschot VA      | Eerste klasse B | 0          | 0          | 0     | 0     | —              | —              | 0      | 0      |
| Totaal  | Totaal            | Totaal          | 232        | 24         | 15    | 3     | 0              | 0              | 247    | 27     |

Bijgewerkt op 11 juli 2025.

## Persoonlijk
Zijn vader, Eddy Claes, was jarenlang eerste doelman van Lyra, nadat hij al bij Lierse SK gespeeld had.